# Нодар Джорджикія
Нодар Джорджикія (15 листопада 1921 — 1 червня 2008) — радянський баскетболіст.
Срібний призер Олімпійських Ігор 1952 року.